# چه خجالت‌آور
«چه خجالت‌آور» (به انگلیسی: Such a Shame) تک‌آهنگی از تاک تاک است که در سال ۱۹۸۴ میلادی منتشر شد.
این تک‌آهنگ در چارت‌های سوئیس در رتبه اول و در چارت‌های فرانسه، اتریش، جزو ده ترانه اول قرار گرفت.